# NGC 4365
NGC 4365 је елиптична галаксија у сазвежђу Девица која се налази на NGC листи објеката дубоког неба.
Деклинација објекта је + 7° 19' 3" а ректасцензија 12h 24m 28,2s. Привидна величина (магнитуда) објекта NGC 4365 износи 9,6 а фотографска магнитуда 10,6. Налази се на удаљености од 20,766 милиона парсека од Сунца. NGC 4365 је још познат и под ознакама UGC 7488, MCG 1-32-48, CGCG 42-83, VCC 731, PGC 40375.